# Деніел Акака
Деніел Кахікіна Акака (англ. Daniel Kahikina Akaka; нар. 11 вересня 1924, Гонолулу, Гаваї — 5 квітня 2018) — американський політик, колишній сенатор США від штату Гаваї (з 1990 до 2013), член Демократичної партії. Є першим сенатором США гавайського походження.

## Біографія
Народився в місті Гонолулу, адміністративному центрі американського штату Гаваї. У роки Другої світової війни служив в Інженерних військах США. У 1952 році в Університеті Гаваїв отримав ступінь бакалавра педагогічних наук, а в 1966 році — магістра.
У 1976 році Акака був обраний членом Палати представників США, а в квітні 1990 року після смерті сенатора Спарка Матсунага був тимчасово призначений сенатором США, залишаючись на цій посаді аж до 16 травня 1990 року. У листопаді 1990 року був обраний сенатором (повторно переобраний в 1994, 2000 і 2006 роках).
Основним законопроєктом, запропонованим Акака за час перебування на посаді сенатора США, став «Закон про реорганізацію уряду корінних гавайців» від 2007 року.
У квітні 2006 року Деніел Акака увійшов до п'ятірки найгірших сенаторів США за версією журналу Тайм.